# Гартберг (футбольний клуб)
«Гартберг» (нім. Turn- und Sportverein Hartberg) — австрійський футбольний клуб з однойменного міста. Заснований 29 квітня 1946 року. Домашні матчі проводить на стадіоні «Гартберг», що вміщає 4500 глядачів.

## Історія клубу
Футбольний клуб «Гартберг» був заснований в Австрії 29 квітня 1946 року. Вперше команда вийшла до вищої ліги чемпіонату Штирії в 1978 році. У другій половині 1980-х років «Гартберг» вийшов на перші ролі в Штирії, вигравши чемпіонати 1987/88 і 1989/90 років, але поступившись у перехідних матчах за вихід у регіональну лігу. Одночасно команда дуже успішно виступала в Кубку Австрії: у розіграші 1986/87 років вона в 1/16 фіналу поступилася «Кремсу» з рахунком 2:4, за коло до цього обігравши «Вінер Шпорт-Клуб» (1:0), а в розіграші 1988/89 дійшла до чвертьфіналу, лише в серії пенальті програвши «Аустрії» (Зальцбург).
Наступним успішним періодом стала середина 90-х років. Вигравши у сезоні 1994/95 чемпіонат Штирії, «Гартберг» дійшов до півфіналу Кубка, де поступився «Леобену», а на наступний рік здобув перемогу в центральній зоні регіональної ліги й вийшов у другий за рівнем дивізіон Австрії. Команда зайняла в дебютному сезоні 11-е місце з 15 учасників, проте через зміни формату і скорочення числа команд у 1999 році була переведена знову у регіональну лігу.
У 2009 році команда повернулась до Першої ліги. У сезоні 2011/12 команда зайняла останнє місце, але через відкликання ліцензії у ЛАСК отримала право на стикові матчі проти ДАК (переможця центральної зони регіональної ліги) і утрималася в першій лізі. «Гартберг» вибув у регіональну лігу за підсумками сезону 2014/15 років.
У 2016/17 роках «Гартберг» виграв регіональну лігу, і знову піднявся у другій за рівнем дивізіон Австрії. У сезоні 2017/18 вони зайняли друге місце в Першій лізі й, таким чином, вперше у своїй історії вийшли до австрійської Бундесліги.